# 가야르도 대 마스틸러
가야르도 대 마스틸러 사건(Gallardo v. Marstiller, 596 U.S. ___ (2022))은 메디케이드법이 주정부가 향후 의료비로 할당된 합의금에서 상환을 청구할 수 있도록 허용한다고 판시한 미국 연방 대법원 판례이다. 이 사건은 지속식물상태에 있던 지아니나 가야르도(Gianinna Gallardo)의 부모가 제기했다.